# Lady Styx
Lady Styx è una supercriminale immaginaria dell'Universo DC. È comparsa per la prima volta nella serie settimanale 52.

## Storia di pubblicazione
Lady Styx comparve per la prima volta in 52 Settimana 31 come antagonista principale di Adam Strange, Animal Man e Starfire. Successivamente comparve in Omega Men e Countdown to Adventure. Anche se fu presente di persona, il culto di Lady Styx comparve nella storia Rann-Thanagar Holy War.
Keith Giffen, artista a ripartizione per 52, commentò che Lady Styx fu creata per essere una criminale simile a Darkseid, che essi sentivano essere troppo utilizzato.

## Biografia del personaggio
Le origini di Lady Styx sono tuttora sconosciute, anche se i Guardiani dell'Universo (chiaramente afflitti dalla sua presenza) credevano che lei derivasse da qualche parte al di fuori del cosmo conosciuto. Adorata come dea dai suoi seguaci, Styx mandò avanti le sue legioni per saccheggiare pianeti e trasformarne la popolazione in schiavi non-morti. Tutto questo fu noto come la "Pasqua Stygiana". Nella sua mente disturbata, questo era un modo di portare ordine nell'universo caotico, unire tutti i popoli in una sola razza con un unico scopo, nella sua adorazione.
I missionari di Lady Styx sono noti come Darkstars, un nome preso da una ex forza di pacificatori intergalattici. Trasformati in zombie e derubati delle loro identità individuali, questi esseri ormai privi di mente diffondono la gloria della loro Signora, costringendo i loro nemici a "credere in lei".
In 52, fu implicato che Lady Styx mise una taglia sulle teste di Starfire, Adam Strange e Animal Man, eroi DC che furono sperduti nello spazio dopo gli eventi di Crisi infinita. Vedendo la distruzione battuta dai suoi seguaci e temendo che i loro pianeti potessero essere i prossimi, il trio di eroi spaziali decisero di formare una resistenza contro di lei. Furono aiutati a malincuore dall'ex cacciatore di taglie spaziale Lobo, che li portò di fronte a Lady Styx con la pretesa di raccoglierne la taglia. La battaglia che ne seguì portò all'apparente morte di Animal Man tramite una necrotossina (anche se successivamente fu resuscitato dagli stessi alieni che gli donarono i suoi poteri). Lady Styx fu apparentemente uccisa nella Settimana 36 di 52, assorbita da un Mangiatore di Soli mentre si batteva contro la Lanterna Verde Ekron (alias "Emerald Head"). Qualche tempo più tardi, poté reincarnarsi in un nuovo corpo presente in una prigioniera incinta.

### Un Anno Dopo
Dopo il vuoto di un anno durante la quale ha luogo 52, Lady Styx ricomparve in numerose serie di fantascienza DC Comics. In Mystery In Space, fu la fonte della morte e rinascita di Capitan Comet, un ciclo che cominciò quando le sue forze lo attaccarono in 52. Nella miniserie Omega Men del 2006, Lady Styx comparve come l'antagonista principale, alla ricerca di potenti artefatti noti come "Haertstones" nel tentativo di rimodellare l'universo e usurpare il ruolo di Dio. Apparentemente intrappolata in un'altra dimensione, Lady Styx si manifestò in questa serie come una gigantessa.
Ancora una volta, cercò di rinascere attraverso i corpi dei suoi seguaci. Utilizzando le pietre come messa a fuoco, ricreò un nuovo corpo gigantesco, combinando e rimodellando i corpi dei suoi supplicanti. Fu fermata nella sua impresa dagli Omega Men e finalmente uccisa dalla resuscitata e potenziata Felicity (moglie del comandante in capo degli Omega Men, Tigorr), ora la nuovamente battezzata Nimbus. Tuttavia, Lady Styx fu apparentemente in grado di tenere la sua coscienza insieme nel subconscio di Felicity. Qui, Lady Styx attese di colpire ancora.
In Countdown to Adventure, sembrò che Lady Styx fu in grado di infettare sia la Terra che Rann. Sulla Terra, ci furono sfoghi casuali di persone diventate pazze o psicopatiche, mentre su Rann il pubblico divenne un supporto per il suo nuovo eroe, un terrestre di nome Champ Hazard, e i suoi modi violenti e distruttivi.